# Lopatinec
Lopatinec is een plaats in de gemeente Sveti Juraj na Bregu in de Kroatische provincie Međimurje. De plaats telt 947 inwoners (2001).